# John Villiers (1er vicomte Purbeck)
 (juillet 2024).
Le contenu est difficilement compréhensible vu les erreurs de traduction, qui sont peut-être dues à l'utilisation d'un logiciel de traduction automatique.
John Villiers, 1er Vicomte Purbeck (ca. 1591- 18 février 1657/58) était noble anglais qui est le plus connu comme le frère aîné de George Villiers (1er duc de Buckingham), le favori du roi Jacques VI et Ier. Par l'influence de son frère, John Villiers se gagnait beaucoup d'honneurs et de richesse, quoique'il souffrait d'épisodes de folie intermittentes toute sa vie.

## Biographie
Il fut nommé chevalier le 30 juin 1616 et aussi se voyait nommé Groom of the Bedchamber and Master of Robes du Prince de Gaulles Charles l'année même.
En même temps qu'il s'accumulait des honneurs royaux, sa mère négociait un mariage à l'héritière riche Frances Coke, la fille du légiste Edward Coke. Frances et sa mère Lady Hatton s'opposaient fermement au mariage et se cachaient à la campagne. Leurs tentatives d'éviter le mariage échouent quand Edward Coke les trouve et fait emporter Frances. Il la fait fouetter liée à son lit jusqu'à ce qu'elle s'y soumet. Le mariage, présidé du roi Jacques, a lieu au Château de Hampton Court le 29 september 1617.
Le mariage était immediament malheureux à cause de la folie habituelle de John. Lady Hatton réfuse à payer à la famille Villiers le dot énorme de 10 000 livres sterling. Le roi enfin intervient et , pour y substituer, accorde à John des terres et les titres de Vicomte Purbeck de Devon et Baron Villiers de Stoke, Buckinghamshire.
Selon une source contemporaine, Dr. Gardiner, c'était à partir de 1620 que John « perdit complètement sa raison ». Frances devait le quitter en 1622 en s'enfuyant avec son amant Robert Howard. John refusa à s'accorder à un divorce et même avouait que l'enfant illégitime de Frances et Robert était le sien. Suivant la mort de Frances en 1645, John épouse Elizabeth Slingsby. Il mourut sans issu et ses titres de noblesse s'éteignirent.